# Mr. Pig
Mr. Pig és una pel·lícula mexicana dirigida per Diego Luna, protagonitzada per Danny Glover, Maya Rudolph i José María Yazpik. Va ser estrenada el 23 de juliol de 2016 a la Ciutat de Mèxic després d'haver estat projectada prèviament al Festival de Cinema de Sundance el gener de 2016.

## Sinopsi
Ambrose Eubanks, un criador de porcs de la vella escola de Geòrgia, a la vora de perdre la granja familiar, s'embarca en un viatge per carretera amb Howard, el seu estimat i enorme porc. Durant el seu camí a través de la frontera amb Mèxic per a trobar una nova llar a "Howie", els problemes amb l'alcohol i la deterioració de salut comencen a cobrar-li factura, modificant els seus plans. La seva distanciada filla, Eunice, es veu obligada a unir-se a ells en la seva aventura. Impulsat per fortes conviccions i tossuderia en els seus vells costums, Eubanks intenta fer les paus a través de la seva devoció a "Howie" i el desig de reparar les seves relacions trencades.

## Repartiment
- Danny Glover - Ambrose Eubanks
- Maya Rudolph - Eunice
- José María Yazpik	- Payo
- Joel Murray - Gringo
- Angélica Aragón - Chila
- Gabriela Araujo - Brianda
- Paulino Partida - Ermilo

## Premis i reconeixements
Premi Ariel (2017)
| Categoria               | Persona         | Resultat |
| ----------------------- | --------------- | -------- |
| Millor Actor            | Danny Glover    | Nominat  |
| Millor Actriu           | Maya Rudolph    | Nominada |
| Millor Fotografia       | Damián García   | Nominat  |
| Millor Actriu de Quadre | Angélica Aragón | Nominada |

Diosas de Plata (2017)
| Categoria                      | Persona                      | Resultat |
| ------------------------------ | ---------------------------- | -------- |
| Millor actor de quadre masculí | José María Yazpik            | Nominat  |
| Millor guió                    | Diego Luna y Augusto Mendoza | Nominada |

Dallas International Film Festival
Premi del Jurat
| Categoria         | Persona    | Resultat  |
| ----------------- | ---------- | --------- |
| Millor Pel·lícula | Diego Luna | Guanyador |